# ناحیه ودلت، شهرستان مارشال، مینه‌سوتا
ناحیه ودلت، شهرستان مارشال، مینه‌سوتا (به انگلیسی: Veldt Township, Marshall County, Minnesota) یک سکونتگاه مسکونی در ایالات متحده آمریکا است که در شهرستان مارشال، مینه‌سوتا واقع شده‌است.

## خصوصیات
ناحیه ودلت ۹۱٫۷ کیلومترمربع مساحت و ۵۶ نفر جمعیت دارد و ۳۶۱ متر بالاتر از سطح دریا واقع شده‌است.